# USS Vella Gulf (CG-72)
Pour les autres navires du même nom, voir USS Vella Gulf.
L'USS Vella Gulf (CG-72) est un croiseur lance-missiles de la classe Ticonderoga en service dans l'US Navy.
Il s'agit du second navire nommé d'après la bataille du golfe de Vella, un engagement naval de la campagne des Salomon pendant la Seconde Guerre mondiale, le premier étant l'USS Vella Gulf (CVE-111), un porte-avions d'escorte mis en service en 1945.
Sa quille est posée le 22 avril 1991 par le chantier Ingalls Shipbuilding de Pascagoula (Mississippi), alors division de Litton Industries. Il est lancé le 13 juin 1992, parrainée par Mary A. McCauley, épouse du vice-amiral William F. McCauley (à la retraite), et mis en service le 18 septembre 1993 à la base navale de Norfolk.

## Historique
En mars 2003, le navire est affecté au Carrier Strike Group Eight.
Le 5 janvier 2007, le Vella Gulf part pour une croisière de six mois dans le cadre du groupe expéditionnaire du Bataan. Le croiseur mène des opérations dans le golfe Persique, le nord de la mer d'Oman avec le porte-avions français Charles de Gaulle (en soutien à l'opération Enduring Freedom), le golfe d'Oman et le golfe d'Aden. Il participe ensuite à des exercices multinationaux, notamment « AMAN '07 », organisés par le Pakistan. Le Vella Gulf visite Agadir (Maroc), Gaète (Italie), puis se rend à deux reprises à Manama (Bahreïn). Le croiseur retourne à son port d'attache de Norfolk, en Virginie, le 3 juillet 2007.

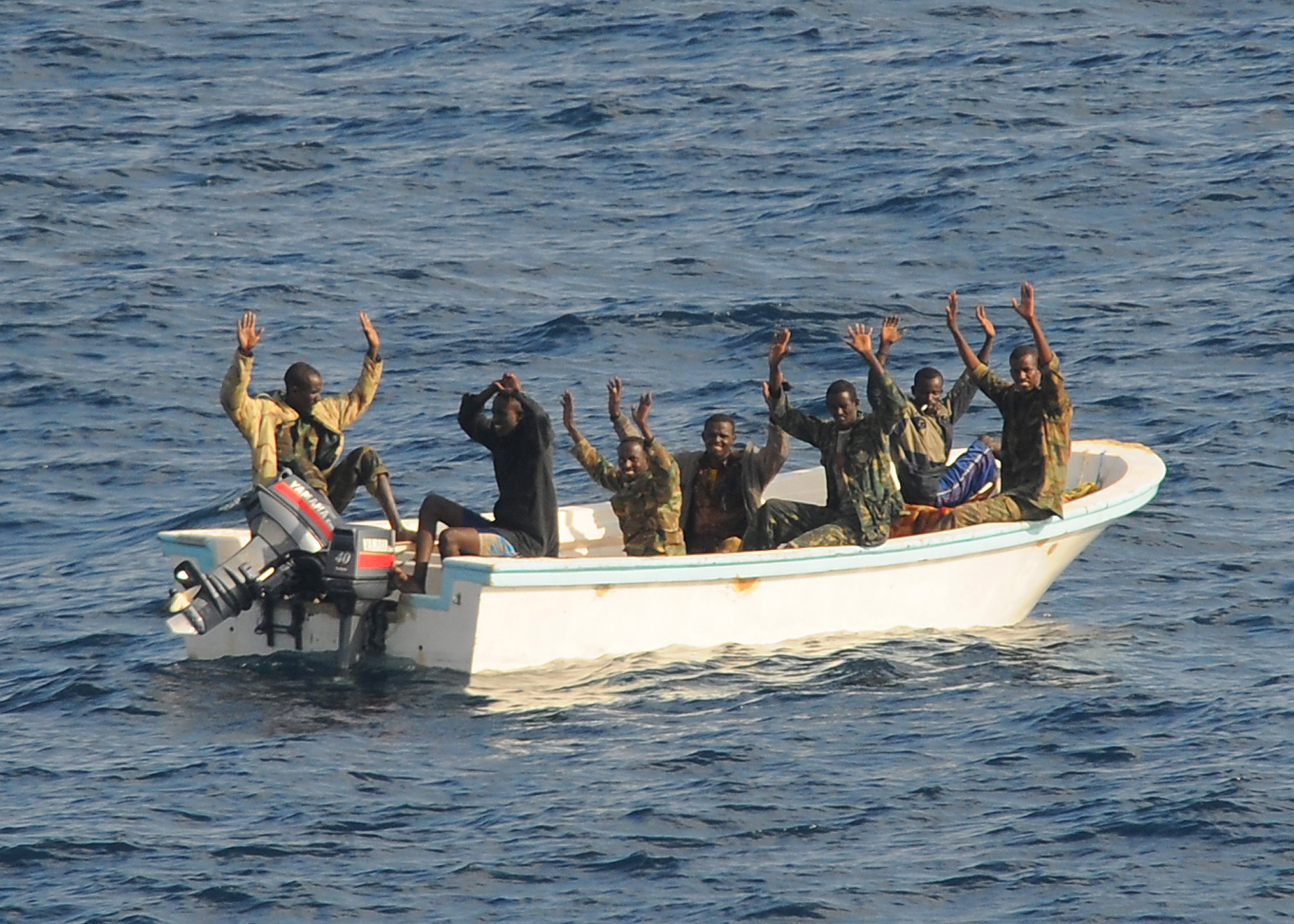
Pirates présumés se rendant au Vella Gulf, en 2009.

Le Vella Gulf est identifié comme l'un des navires de la marine américaine entourant le MV Faina, navire ukrainien immatriculé au Belize transportant 33 chars T-72, des RPG et d'autres munitions, après avoir été saisi par des pirates au large de la Somalie le 25 septembre 2008.
Le 11 février 2009, le Vella Gulf répond à un appel de détresse du pétrolier Polaris dans le golfe d'Aden. Le navire signale une tentative d'abordage. En arrivant dans la zone, le Vella Gulf intercepte un skiff avec sept hommes à bord. Identifiés par l'équipage du Polaris, les pirates sont emmenés à bord du croiseur, transférés sur le navire de ravitaillement USNS Lewis and Clark, puis envoyés au Kenya en vue de leur jugement.
Le lendemain, le croiseur répond à un appel de détresse du cargo indien Premdivya, signalant une poursuite par des pirates ayant tiré sur lui. Le Vella Gulf dépêche un hélicoptère sur les lieux afin de pourchasser le navire pirate. Une équipe d'arraisonnement à bord de deux RHIB capture neuf pirates qui seront de nouveau transférés sur le Lewis and Clark pour traitement.
En 2012, lors d'une mission en mer, une agression sexuelle a lieu à bord, des menaces sont également proférés à l'encontre de la victime. Le suspect est arrêté puis condamné à la réclusion à perpétuité,.
En décembre 2015, le navire est affecté à la Carrier Strike Group 12. Le 23 avril 2017, le Vella Gulf appareille pour un déploiement de huit mois afin de soutenir les opérations de sécurité maritime dans le golfe Persique. En juillet, il rejoint le Carrier Strike Group 11 pendant trois mois, menant des frappes aériennes contre des cibles de l'EI en Irak et en Syrie. Le navire achève son déploiement le 15 décembre.

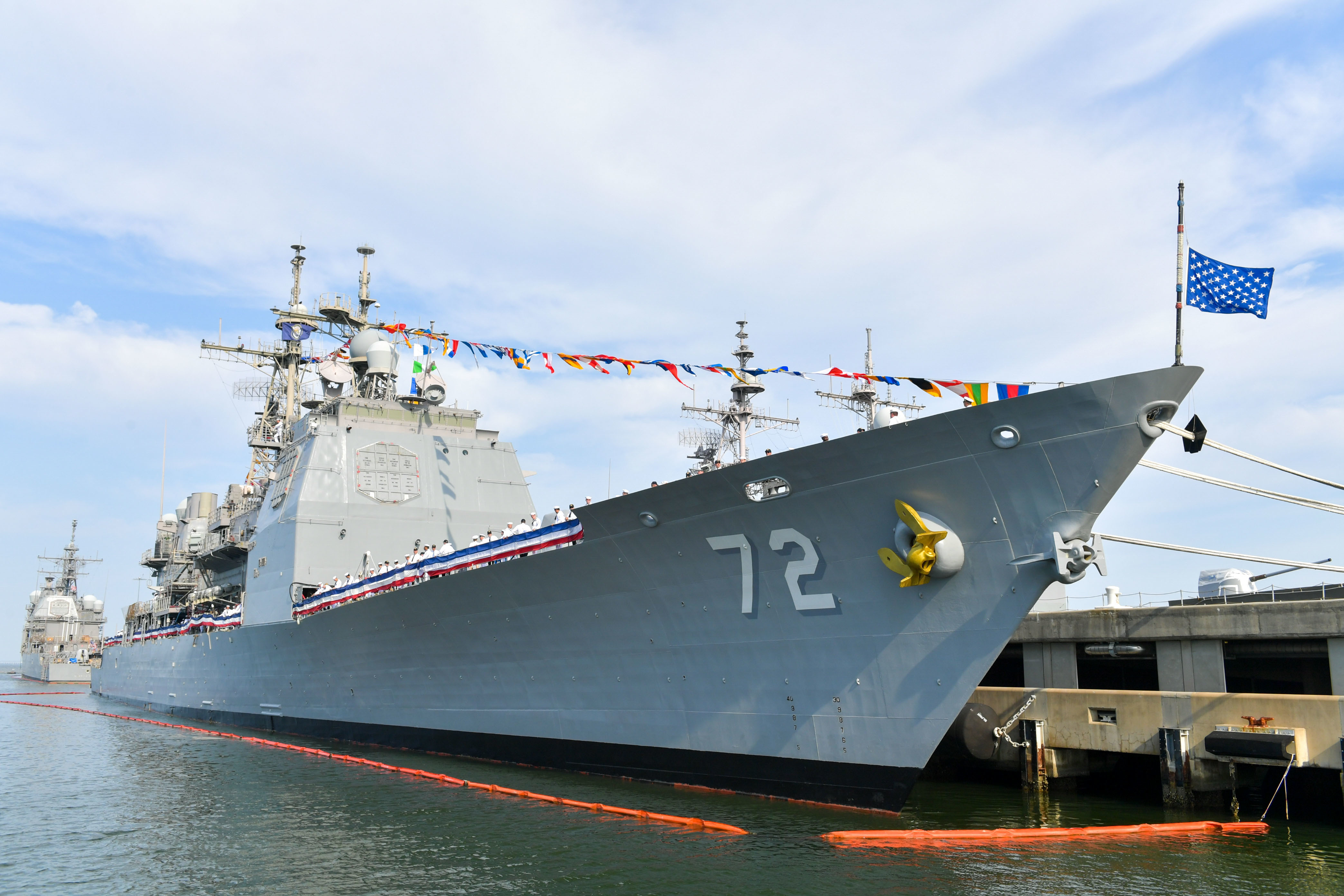
L'USS Vella Gulf lors de sa cérémonie de fin de carrière le 4 août 2022.

En 2020, un plan budgétaire de l'US Navy prévoit un retrait des navires Vella Gulf, Monterey, Shiloh et Port Royal, ceux-ci n'ayant pas été modernisés.
En décembre 2020, le rapport de la marine américaine au Congrès d'après l'Annual Long-Range Plan for Construction of Naval Vessels indique que le navire devra être retiré du service en 2022.
Le 4 août 2022, le Vella Gulf est retiré du service à la base navale de Norfolk après un peu moins de 29 ans de service. Les modalités de démolition n'ont pas été annoncées. Le navire est amarré à Philadelphie.